# Гарсіррей
Гарсіррей (ісп. Garcirrey) — муніципалітет в Іспанії, у складі автономної спільноти Кастилія-і-Леон, у провінції Саламанка. Населення — 86 осіб (2010).
Муніципалітет розташований на відстані близько 210 км на захід від Мадрида, 39 км на захід від Саламанки.
На території муніципалітету розташовані такі населені пункти: (дані про населення за 2010 рік)
- Алькорнокаль: 2 особи
- Ардонсільєро: 12 осіб
- Беррокалехо: 10 осіб
- Касасола-де-ла-Енком'єнда: 18 осіб
- Гарсіррей: 23 особи
- Мораль-де-Кастро: 11 осіб
- Вальделама: 2 особи
- Вільвіс: 8 осіб
- Вільярехо: 0 осіб

## Демографія
Динаміка населення (INE ):

## Зовнішні посилання
- Провінційна рада Саламанки: індекс муніципалітетів [Архівовано 23 квітня 2009 у Wayback Machine.]
- Посилання на Google Maps